# Juurakkojärvi (sjö i Finland)
Juurakkojärvi är en sjö i Finland. Den ligger i kommunen Kolari i landskapet Lappland, i den norra delen av landet, 800 km norr om huvudstaden Helsingfors. Juurakkojärvi ligger 162,9 meter över havet. Arean är 22 hektar och strandlinjen är 2,44 kilometer lång. Sjön  ingår i Torne älvs huvudavrinningsområde. 